# Église Saint-Blaise de Clairvaux-d'Aveyron
L'église Saint-Blaise de Clairvaux-d'Aveyron est une église située à Clairvaux-d'Aveyron, dans le département de l'Aveyron, en France.

## Description
Édifice roman construit au XIIe siècle pour servir d'église au monastère fondé en 1060. Il a été partiellement rebâti au XVIIIe siècle, à la suite de l'effondrement du clocher, en réutilisant les matériaux d'origine qui ont été remarquablement appareillés.
Lors de sa reconstruction, l'église est réduite de trois travées et perd son transept. Elle se compose désormais d'une nef centrale voûtée d'arêtes (hauteur 12 m) et de deux bas-côtés voutés en plein cintre. Le chœur et les absidioles sont voûtés en cul-de-four. La nef est séparée des bas-côtés par des arcades en plein cintre ou en anse de panier qui reposent sur des piliers carrés garni de demi-colonnes. Les chapiteaux, sculptés dans le grès rouge, sont décorés de figures humaines, de feuilles d'acanthe, d'aigles, etc. Ils rappellent ainsi fortement ceux de l'abbatiale Sainte-Foy de Conques qui a vraisemblablement servi de modèle. Il en est de même pour la corniche à décor de billettes que l'on trouve dans le chœur de l'église.
L'édifice renferme deux retables en bois doré placés dans les absidioles : l'un représente une mise au tombeau, l'autre une Vierge à l'enfant, entourée de médaillons représentant les mystères du Rosaire. Le premier est datable de la première moitié du  XVIIIe siècle, le second du quatrième quart du XVIIe siècle, ou du XVIIIe siècle. Les deux sont inscrits sur la liste des objets mobiliers protégés des Monuments Historiques.

## Localisation
Située à l’extrémité nord-est de l'ancien bourg fortifié, elle était intégrée à son système défensif. Ainsi, autour de l'édifice, les maisons qui bordent l'actuelle place Saint-Blaise constituait une deuxième enceinte de protection à l'intérieur du bourg. La présence d'une bouche à feu au bas de la tour d'escalier d'une de ces demeures en est un témoignage. À proximité immédiate du chevet de l'église, l'ancien logis prieural était également fortifié.

## Historique
La fondation du monastère de Clairvaux est relatée par le cartulaire de l'abbaye de Conques.
En 1060, un prince anglais, nommé Alboin, fils présumé du roi Harold II d'Angleterre, traverse le Rouergue à l'occasion d'un pèlerinage vers les lieux saints. Dans la vallée de l'Ady, il est ému par les ruines d'un monastère détruit par les Arabes au VIIIe siècle. Il se recueille longuement et décide de recréer un monastère dédié à saint Pierre. Il réussit à obtenir l'adhésion de l'évêque de Rodez et des seigneurs rivaux de Panat et Cassagnes qui abandonnent tous leurs droits seigneuriaux aux religieux. Alboin choisit de confier le monastère à l'abbaye Saint-Pierre de Brantôme en Périgord, qui l'avait accueilli au cours de son pèlerinage.
En 1062, le monastère est cédé à l'abbaye de Conques, plus proche. Au XIVe siècle, il ne s'agit plus que d'un prieuré auquel est désormais rattaché le prieuré voisin de Bruéjouls. Toutefois, témoignant de l'importance passée du monastère, le prieur de Clairvaux a droit au port de la crosse et de la mître. Il bénéficie également d'un rang de préséance élevé aux États du Rouergue.
L'édifice est inscrit au titre des monuments historiques en 1997. Il a fait depuis lors, l'objet d'importants travaux de restauration : nettoyage des pierres et réfection des badigeons, installation d'un éclairage architectural, restauration des retables et tableaux.